# Ausente
Ausente es una película dramática de 2011 dirigida por el director argentino Marco Berger. La película aborda la noción de abuso sexual de estudiantes, pero el director cambia la dinámica. En esta película, un joven quiere atraer a su maestro a una relación sexual, en lugar de al revés (es decir, cuando un individuo mayor en una posición de autoridad o confianza se enamora de un menor y lo atrae a una relación sexual). 

## Sinopsis
La historia es contada por Sebastián (Carlos Echevarría), el entrenador deportivo que se convierte en el objeto del afecto de un estudiante. Martin (Javier De Pietro) es un joven estudiante de 16 años que se siente atraído por su entrenador. Sebastián trata de mantener a Martin a distancia, pero al mismo tiempo trata de ser amable y cariñoso. Mientras, Martin hace todo lo posible en su intento de acercarse a su maestro. 

## Recepción
Cuando la película ganó el "Premio Teddy a la Mejor Película" del Jurado Independiente del Premio Teddy en el Festival Internacional de Cine de Berlín, el comité de jueces lo elogió como una película con "un guion original, una estética innovadora y un enfoque sofisticado, lo que crea dinamismo. Una combinación única de deseo homoerótico, suspenso y tensión dramática". 
Durante la Berlinale, The Hollywood Reporter publicó una reseña que decía: 

A pesar de su giro original sobre el tema de la pedofilia cansada, Ausente bordea los bordes de aburrido y sería descartable comercialmente, si no fuera por el trabajo de mezcla vanguardista y la banda sonora exagerada que crea una sensación de emoción artificial. (...) El pequeño elenco está bien elegido y De Pietro, en su primer papel en el cine, es un verdadero descubrimiento que abre su personaje de Martin de maneras siempre sorprendentes.
The Hollywood Reporter

## Reparto
- Carlos Echevarría como Sebastián
- Javier De Pietro como Martín
- Antonella Costa como Mariana
- Rocío Pavón como Analía
- Alejandro Barbero como Juan Pablo

## Premios y nominaciones
- 2011: La película ganó los Premios Teddy a la "Mejor película" en el Festival Internacional de Cine de Berlín.
- 2011: El actor Javier De Pietro fue nominado a "Mejor actor nuevo" por su papel de Martín en la película durante los Premios de la Academia Argentina de Artes y Ciencias Cinematográficas.